# Callityrinthia mimetica
Callityrinthia mimetica är en skalbaggsart som beskrevs av Maria Helena M. Galileo och Martins 1991. Callityrinthia mimetica ingår i släktet Callityrinthia och familjen långhorningar.
Artens utbredningsområde är Costa Rica. Inga underarter finns listade.